# Nadace Český hudební fond
Nadace Český hudební fond vznikla roku 1994 převzetím majetku státního Českého hudebního fondu.
Posláním nadace je „je podpora rozvoje české hudební kultury. Touto podporou se rozumí poskytování nadačních příspěvků třetím osobám formou veřejně vyhlašovaných grantových programů“.